# Basoda (Staat)
Basoda (Nawab-Basoda) war einer der Fürstenstaaten der Central India Agency von Britisch-Indien in der Region Malwa im heutigen Bundesstaat Madhya Pradesh. Seine Hauptstadt war der Ort Ganj Basoda. Das Fürstentum wurde 1753 von Ahsan Allah Khan, dem jüngeren Sohn des Nawab Muhammad Dilal Khan von Kurwai als Vasallenstaat von Gwalior gegründet.
Basoda war 1822–1947 britisches Protektorat. Das Land hatte 1901 eine Fläche von 175 km² und 5000 Einwohner. Der Nawab vollzog am 15. Juni 1948 den Anschluss an Indien und trat am 16. Juni der Fürstenunion Madhya Bharat bei. Am 1. November 1956 wurden alle Fürstenstaaten der Union aufgelöst und dem Bundesstaat Madhya Pradesh einverleibt.